# Стеклов, Юрий Михайлович
Ю́рий Миха́йлович Стекло́в (псевдоним Ю. Невзоров, настоящее имя О́вший Моисе́евич Наха́мкис; 15 (27) августа 1873, Одесса — 15 сентября 1941, Саратов) — русский революционер, юрист, государственный и политический деятель, историк, педагог, редактор, публицист.

## Биография
Родился в Одессе в еврейской мещанской семье. Ещё гимназистом в 1888 году организовал «рабочий кружок» в Одессе, объединявший главным образом учеников еврейского ремесленного училища «Труд». За политическую «неблагонадежность» был исключён из седьмого класса гимназии, окончив её экстерном в 1891 году. В 1893 году присоединился к социал-демократам. Учился в Университете Святого Владимира в Киеве (не окончил).
После разгрома рабочей организации в Одессе в 1894 году был арестован, 14 июня 1896 года выслан под гласный надзор полиции на десять лет в Якутскую область (Средне-Колымск), в 1897—1899 годах отбывал воинскую повинность в Якутской местной команде. По увольнении в запас в конце 1899 года бежал из сибирской ссылки.
Попав в эмиграцию, под псевдонимом Невзоров присоединился к «Союзу русских социал-демократов за границей». Затем примкнул к редакции газеты РСДРП «Искра». В 1901—1903 годах участвовал в социал-демократической литературной группе «Борьба». Сотрудничал с марксистским журналом «Заря».
По итогам Второго съезда РСДРП (1903) примыкал к большевикам, хотя по ряду вопросов организационного характера с Лениным не соглашался.
Вернулся в Россию, участвовал в революции 1905 года. На последнем заседании Петербургского совета рабочих депутатов Стеклова арестовали, и полгода он провёл в заключении.
Сотрудничал в большевистских изданиях. В 1909 году принял христианство.
В 1909—1914 годах печатался в большевистских газетах «Социал-демократ», «Звезда», «Правда», журнале «Просвещение». Оказывал содействие работе социал-демократической фракции в Государственной думе III и IV созывов. В 1909—1910 годах состоял в качестве «сведущего лица» (выражение охранного отделения) при социал-демократической фракции в Государственной думе III созыва, занимаясь иностранной политикой. 18 февраля 1910 года вновь арестован по приказу Столыпина. Выбрав между ссылкой в Сибирь на три года или высылкой за границу второй вариант, он отправился во Францию, где преподавал в партийной школе в Лонжюмо и сотрудничал в периодической печати российской и германской социал-демократии.
С началом Первой мировой войны в 1914 году, после кратковременного ареста в Германии, снова в России. В 1914—1916 годах закончил своё образование, начатое в 1891 году в Киевском и в 1908—1910 годах в Петербургском университетах, на юридическом факультете последнего. Получив диплом юриста, записался в помощники присяжных поверенных. В октябре 1916 подал официальное прошение о перемене фамилии с Нахамкиса на Стеклова.
Принимал активное участие в Февральской революции 1917 года. Был избран в качестве внефракционного социал-демократа членом исполкома Петросовета и редактором «Известий Петроградского совета рабочих и солдатских депутатов» (до мая 1917 года). Весной 1917 года входил в контактную комиссию Петроградского совета, осуществлявшую связь с Временным правительством. Стоял на позициях революционного оборончества. Участвовал в составлении приказа № 1 от 1 марта 1917 года и воззвания «К народам всего мира», призывавшего к прекращению войны. Был одним из редакторов (совместно с М. Горьким и Н. Сухановым) социал-демократической газеты «Новая жизнь».
После Октябрьской революции в 1917—1925 годах редактор газеты «Известия ВЦИК» (впоследствии «Известия»). Написанные им в «Известиях» передовицы получили название «стекляшки» (или «стекловицы»). Борис Ефимов вспоминал, что у него в кабинете висела в рамочке ленинская записка: «Тов. Стеклов! Читал вашу передовицу. Вот как нужно писать и побольше!» Предложил создать на базе издательства «Известия» ежемесячный литературно-художественный и общественно-политический журнал «Новый мир». В первый год руководил журналом (совместно с А. В. Луначарским, с которым ранее работал над журналом «Красная нива»).
Был членом президиума ВЦИК 2-го и 3-го созывов, делегатом нескольких съездов большевистской партии.
В 1918 году совместно с Я. Шейнкманом составил проект первой советской Конституции РСФСР, принятой V Всероссийским съездом Советов. Стал одним из авторов первой Конституции СССР 1924 года.
В 1928—1929 годах был главным редактором журнала «Советское строительство». В 1930-х годах входил в редколлегию журнала «Революция и национальности».
С 1929 года — заместитель председателя Учёного комитета при ЦИК СССР, который руководил советскими учебными и научными учреждениями.
Автор многих исторических работ (в основном по истории русской и западноевропейской социалистической мысли), монографий «Н. Г. Чернышевский. Его жизнь и деятельность» (т. 1—2, 1909, 1928), «Карл Маркс. Его жизнь и деятельность» (1918), «Интернационал (1864—1914)» (т. 1-2, 1918), «М. А. Бакунин. Его жизнь и деятельность (1814—1876)» (т. 1-4, 1920—1927), «Борцы за социализм» (т. 1-2, 1923—1924), «Огюст Бланки» (1930), «Жизнь и деятельность Добролюбова» (1930) и других.
3 февраля 1938 года был арестован. 23 апреля 1938 года Особое совещание при НКВД СССР приговорило его к 8 годам тюремного заключения по обвинению в контрреволюционной агитации и незаконном хранении оружия.
Содержался в Тамбовской тюрьме, затем в Орловской тюрьме. В апреле 1941 года в связи с новым обвинением в контрреволюционной агитации был переведён во Внутреннюю тюрьму НКВД в Москве. После начала Великой Отечественной войны его перевели в Саратовскую тюрьму, где он умер 15 сентября 1941 года от дизентерии и крайнего истощения. Был реабилитирован в 1956 году.

## Семья
- Жена — Софья Яковлевна.
- Сын — Владимир Юрьевич Стеклов (1910—1982), в детстве дружил с Яковом Сталиным, был репрессирован в 1938 году, освобождён в 1955 году[7]. В дальнейшем — советский энергетик, главный инженер института «Оргэнергострой», сценарист документального кино; автор и редактор книг «Ленинский план электрификации в действии» (1956), «50 лет ленинского плана ГОЭЛРО» (1970), «50 лет ленинского плана электрификации» (1970), «В. И. Ленин и электрификация» (1970), «Развитие электроэнергетического хозяйства СССР» (3 изд., 1970) и других. Был дважды женат, имел детей и внуков.
- Дочь Мария.

## Память
- В СССР были изданы почтовые марки, посвящённые Стеклову:

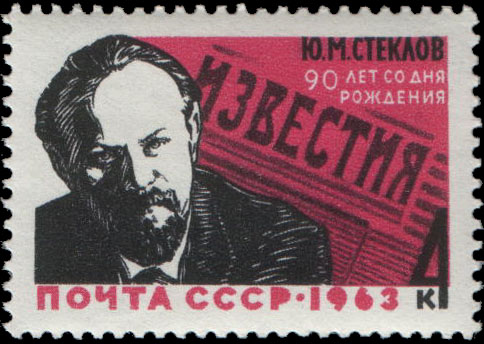
Почтовая марка СССР, 1963 год
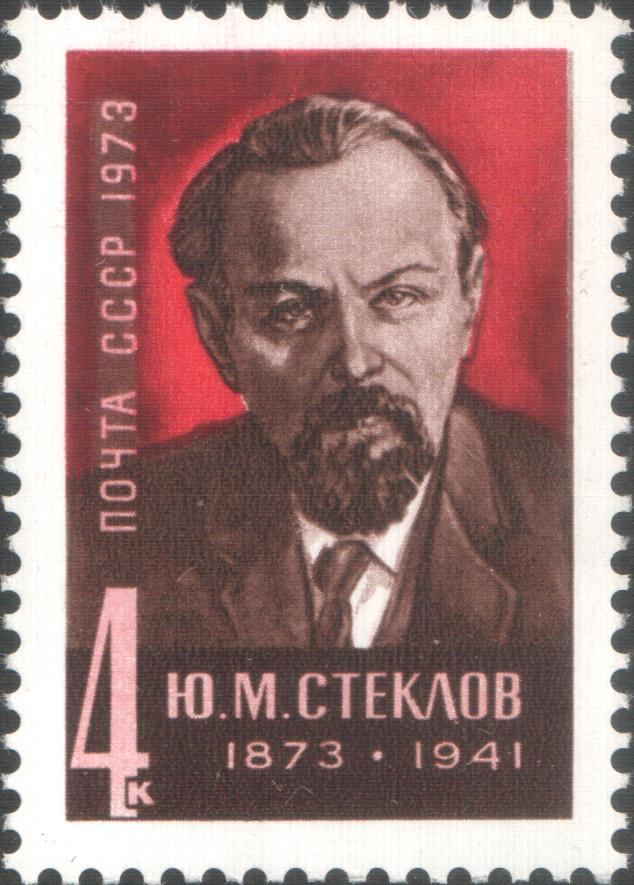
Почтовая марка СССР, 1973 год, 4 копейки (ЦФА 4268, Скотт 4111)

## Киновоплощения
- Борис Ульянов, «Штрихи к портрету В. И. Ленина», 1967
- Юрий Цурило, («Гибель империи», 6 серия, 2005)
- Андрей Шимко, («Крылья Империи», 2017)